# Romance on the Range (Patti Page)
| Recensione | Giudizio |
| ---------- | -------- |
| AllMusic   | [ 1 ]    |

Romance on the Range è una Compilation di Patti Page, pubblicato dalla casa discografica Mercury Records nel 1955.

## Tracce

### LP
Lato A
1. Down in the Valley – 2:13 (P. D.) – Tratto dall'album: Folk Song Favorites (1951)
2. Leanin' on the Old Top Rail – 3:14 (Nick Kenny, Charles Kenny) – Tratto dall'album: Folk Song Favorites (1951)
3. Tumbling Tumbleweeds – 3:01 (Bob Nolan) – Tratto dall'album: Folk Song Favorites (1951)
4. I Want to Be a Cowboy's Sweetheart – 1:54 (Patsy Montana) – Tratto dall'album: Folk Song Favorites (1951)
5. Detour – 2:45 (Paul Westmoreland) – Tratto dall'album: Folk Song Favorites (1951)
6. The Prisoner's Song – 3:30 (Guy Massey) – Tratto dall'album: Folk Song Favorites (1951)

Lato B
1. Who's Gonna Shoe My Pretty Little Feet – 2:38 (Jack Rael) – Tratto dall'album: Folk Song Favorites (1951)
2. San Antonio Rose – 2:20 (Bob Wills) – Tratto dall'album: Folk Song Favorites (1951)
3. Oklahoma Blues – 2:32 (Jack Rael) – Tratto dall'album: Patti Page (1950)
4. Mockin' Bird Hill – 2:59 (Vaughn Horton) – Tratto dall'album: Tennessee Waltz (1952)
5. Down the Trail of Achin' Hearts – 2:54 (Jimmy Kennedy, Nat Simon) – Tratto dall'album: Tennessee Waltz (1952)
6. Whispering – 2:23 (Richard Coburn, John Schonberger, Vincent Rose) – Tratto dall'album: Patti Page (1950)

## Musicisti
- Patti Page – voce
- Jack Rael – conduttore orchestra (eccetto nel brano: Down the Trail of Achin' Hearts)
- Harry Geller – conduttore orchestra (solo nel brano: Down the Trail of Achin' Hearts)